# Baunilha e chocolate
"Baunilha e chocolate" foi a canção que representou Portugal no Festival Eurovisão da Canção 1995 que teve lugar no dia 13 de maio de 1995, em Dublin, na Irlanda.
Foi interpretada em português por Tó Cruz. Foi a décima-sexta canção a ser cantada na noite do festival, a seguir à canção britânica "Love City Groove" , interpretada pela banda homónima Love City Groove  e antes da canção cipriota "Sti Fotia", cantada por  Alexandros Panayi. Terminou em 21.º lugar (entre 23 participantes), recebendo apenas 5 pontos (4 votos da França e 1 da Grécia). 
No ano seguinte, em 1996, Portugal fez-se representar com canção O meu coração não tem cor, interpretada por Lúcia Moniz. 

## Autores
A canção  tem letra de António Vitorino de Almeida e Rosa Lobato de Faria, música de António Vitorino de Almeida e foi orquestrada por Thilo Krassmann

## Letra
A canção é inspirada na música urbana. Trata das relações muitirraciais : fala da sua "Amada de branca pele" (Tó Cruz é negro). Ele sugere que isso só foi  possível graças à expansão marítima levada pelos navegadores portugueses nas caravelas : Tó Cruz  canta sobre especiarias e conhecimentos culturais que foram gerados também devido às viagens dos descobrimentos, daí o título "Baunilha e chocolate" 

## Versões
Tó Cruz gravou também em inglês intitulada "Vanilla and chocolate" e em castelhano, intitulada  "Vainilla y chocolate"